# Richard Chandler
Richard Chandler [ˈtʃɑːndlə] (getauft am 11. Mai 1737 in Elson, Hampshire; † 9. Februar 1810 in Tilehurst, Berkshire) war ein britischer Klassischer Archäologe und Antiquar.

## Leben
Chandler war ein Sohn von Daniel Chandler (1687–1753) und Elizabeth (geborene More). Sein älterer Bruder hieß, ebenso wie der Vater, Daniel Chandler (1726–1791). Chandler besuchte zuerst das Winchester College und wechselte später an die Oxford University. Dort schrieb er sich am 9. Mai 1755 am Queen’s College ein und wechselte am 24. Juli 1757 ans Magdalen College, wo er am 25. Juli 1770 Fellow wurde. Kurz nach seinem Abschluss hatte er 1759 anonym die Elegiaca Græca veröffentlicht, die Anmerkungen zu Fragmenten von Alcæus, Sappho, Simonides, Theognis, Tyrtaios und anderen enthielt. Er erforschte u. a. die Antiken-Sammlung von Thomas Howard, 21. Earl of Arundel. Im Alter von 25 Jahren veröffentlichte er seine Abhandlung über die Inschriften der Arundel Marbles. Dabei setzte er die Forschungen von John Selden auf der Basis von dessen Marmora Arundelliana fort und publizierte 1763 sein Werk unter dem Titel Marmora Oxoniensia. Anschließend wurde er 1764 von der Societät der Dilettanti gemeinsam mit dem Architekten Nicholas Revett auf eine Forschungsreise geschickt, um die antiken Stätten von Ionien, Attika, Argolis und Elis zu erforschen, die Revett und James Stuart bei einem früheren Aufenthalt nicht untersucht hatten. Hier sollten sie weitere Inschriften zusammentragen. Sie bestiegen 1766 in Korinth ein Schiff und segelten nach Antikyra im Golf von Korinth, hielten sich dort in Ambryssos und Distomo sowie das Kloster Hosios Lukas. Von dort aus ritten sie nach Delphi, wo sie die dortigen Ruinen besichtigten. Nach einem kurzen Aufenthalt reiste Chandler mit reicher wissenschaftlicher Ausbeute zurück nach England. Begleitet wurde er unter anderem von dem Maler William Pars (1742–1782). Zehn Jahre später veröffentlichte er seine  Reisebeschreibung, die in mehrere Sprachen übersetzt wurde, da sie einen umfassenden Einblick in die griechischen Verhältnisse des 18. Jahrhunderts bot.
Chandler wurde 1772 zum Senior Proctor der Oxford University ernannt und erwarb 1773 seinen Bachelor of Divinity und seinen Doktortitel. In den alten Archiven in Oxford arbeitete er gemeinsam Reverend Gilbert White, mit dem er befreundet war. Er verfasste in dieser Zeit eine Biographie über William Waynflete, den Gründers des Magdalen College.

## Familie
Im Jahr 1785 heiratete Chandler in St. Marylebone Benigna (geborene Dorrien, 1753–1831). Ihre Familie stammte aus Preußen war 1672 nach England gekommen. Sie war die Tochter von Liebert Dorrien und seiner Frau Catherine. Benigna brachte auf gemeinsamen Reisen in die Schweiz zwei Kinder zur Welt:
- William Berkeley Chandler (1788–1867)
- Georgina Chandler

1787 hielten sie sich in Italien auf, wo sie Florenz und Rom besuchten und Chandler griechische Manuskripte im Vatikan studierte. Nach ihrer Rückkehr nach England wurde er 1799 Pfarrer von Tilehurst in der Nähe von Reading in Berkshire.

## Schriften (Auswahl)
- Marmora Oxoniensia. University Press, Oxford 1763 (archive.org).
- mit Nicholas Revett, William Pars: Ionian antiquities. London 1769. Digitalisat Arachne
  - Neuausgabe unter dem Titel Antiquities of Ionia. Band 1, London 1821, doi:10.11588/diglit.4323 (Korrigiert und umfassend erweitert nach den Ergebnissen einer weiteren Expedition nach Ionien, ebenfalls im Auftrag der Society of Dilettanti von William Gell, John Peter Gandy und Francis Bedford).
- Inscriptiones antiquae pleraeque nondum editae, in Asia Minori et Graccia praesertim Athenis collectae. Dodsley, Oxford 1774 (archive.org).
- Travel in Asia Minor. London 1775 (archive.org).
- Travels in Greece. London 1776.
- Travels in Asia Minor, and Greece. 2 Bände (3. Auflage der Travels in Asia Minor und 3. Aufl. der Travels in Greece), London 1817 (Teil 1 – Internet Archive – Teil 2 – Internet Archive).
- History of Ilium or Troy. Including the adjacent country and the opposite coast of the Chersonesus of Thrace. Robson, London 1802 (archive.org).
- The life of William Waynflete, Bishop of Winchester, Lord High Chancellor of England in the reign of Henry VI, and founder of Magdalen College, Oxford. Richard Taylor and Co., London 1811 (archive.org).

Deutsche Ausgaben
- Reisen in Klein-Asien. Leipzig 1776, urn:nbn:de:bvb:12-bsb11095703-4.
- Reisen in Griechenland. Leipzig 1777; übersetzt von Heinrich Christian Boie (archive.org).
- Alterthümer von Ionien (deutsche Übersetzung der Bände 1 und 2 der Antiquities of Ionia von Karl Wagner). Darmstadt 1829 (archive.org), doi:10.11588/diglit.1778.